# Puistige schorpioenvis
De puistige schorpioenvis of (Scorpaena notata) behoort tot het geslacht Scorpaena van de familie van schorpioenvissen. Deze soort komt voor in het westen van de Atlantische Oceaan, Middellandse Zee en de Zwarte Zee op diepten van 10 tot 700 meter. Zijn maximale lengte bedraagt zo'n 24 cm. De vis is giftig.